# Madarász Katalin
Madarász Katalin (Túrkeve, 1934. január 23. –) magyar népdal- és nótaénekes.

## Élete
Madarász Katalin 1934-ben született Túrkevén Madarász Károly (1899–1988) és Balogh Terézia (1902–1998) gyermekeként. Első rádiófelvételét 1953-ban a Magyar Rádióban rögzítette Toki Horváth Gyula és Lakatos Sándor cigányzenekarával, szinte egy csapásra országos hírnévre tett szert. Rádiós és televíziós felvételei a mai napig népszerűek a kívánságműsorok listáin. Pályatársnője volt Gaál Gabriella, együttműködésüket sok közös fellépés, felvétel és album jelzi. Két gyermeke van: Attila (1964) és Tibor (1965). 2000 óta Érden él.

## Kitüntetései
- SZOT-díj (1984)
- Túrkeve díszpolgára (1994)[2]
- Jákó Vera-díj (2000)
- A Magyar Érdemrend lovagkeresztje (2012)
- Budapestért díj (2012)
- Dankó Pista Életmű-díj (2017)
- Emberi Hang Életműdíj (2018)  Archiválva 2018. november 27-i dátummal a Wayback Machine-ben
- Dankó Rádió életműdíja (2025)

## Utóbbi fellépések
- Dankó Rádió - Dankó Klub koncert 2022. november 11. Bicske (2022);